# Jed Graef
Jed R. Graef (* 1. Mai 1942) ist ein ehemaliger US-amerikanischer Schwimmer.
Zu seiner aktiven Zeit startete er für die Princeton University. Bei den Olympischen Spielen 1964 in Tokio wurde er über 200 m Rücken in einer Zeit von 2:10,3 Minuten Olympiasieger. Seine Siegeszeit bedeutete damals zugleich Weltrekord. Im Jahr 1988 wurde er in die Ruhmeshalle des internationalen Schwimmsports aufgenommen.